# 1958マイルス
1958マイルス（1958 Miles）は、ジャズ・トランペット奏者マイルス・デイヴィスが、1955年から1958年に録音し、その後1979年にCBSソニーから発表したアルバム。

## 概要
1958年のセッションを中心としたアルバム。特に1958年のセッションは『カインド・オブ・ブルー』参加メンバーによるスタジオセッションとなる。これらの楽曲は当時レコーディングされたものの結果的にお蔵入りとなり、正式なアルバムに収録されることはなかった。その後年月が経過し、1979年にCBSソニーが発表した過去の未発表音源を収録した編集盤『サークル・イン・ザ・ラウンド』や、日本CBSソニー企画編集のLP『マイルス・デイビス・クインテット＆セクステット』（1973年)などでようやく日の目を見ることとなったが、これらは1曲単位で断片的に収録されていたため、1958年の一連のセッションの音源を網羅するには複数のアルバムを聴く必要があった。それを集約したのが日本編集の本作で、これまで様々なアルバムに散在していた楽曲を同時期のセッション単位で収録しているため、オムニバス作品でありながら一つの単独アルバムの趣を持った作品となっている。

1979年にこのアルバムがLPにて初めて発売された時は全曲モノラル音源での収録だったが、1990年代後半米コロムビア=CBSに残っているマイルスとジョン・コルトレーンが共演したセッションの全録音(別テイク含む)を集めた「マイルス＆コルトレーンBOX」を企画するにあたり、2人が共演した全セッションの中で1958年に録音された分のほとんどのオリジナル・テープが行方不明だった為(このアルバムの同年収録分に於いては全て)捜索の結果、3トラック・ステレオのオリジナル・マルチ・テープが発見された。同BOXではそれらからステレオでリミックスされた音源を初めて収録。これを受け、当アルバムも以後1958年の録音分についてはステレオ・バージョンの音源に替わり、更にほとんどの再発版にて2曲の別テイクによる追加収録がされた。

## 収録曲
A面曲全てとB面の「ラヴ・フォー・セール」、さらにCD盤追加収録の「フラン・ダンス」の別テイクは1958年5月26日のセッション、B面の「リトル・メロネー」は『ラウンド・アバウト・ミッドナイト』と同時期の1955年10月26日のセッション、CD盤追加収録の「リトル・メロネー」の別テイクは『マイルストーンズ』と同時期の1958年3月4日のセッションのもので、それぞれ演奏メンバーが異なる。当初「リトル・メロネー」は1955年の録音にマイルスが自分のソロ部分のみ吹き直して1958年に再録音したものと思われていたが、その後全くの別録音という事実が判明し、現行のCDでは1958年の別テイクと併せて収録されている。なお、1955年録音の「リトル・メロネー」のみモノラル録音。
- A面

1. オン・グリーン・ドルフィン・ストリート - On Green Dolphin Street (Kaper, Washington)
2. フラン・ダンス - Fran-Dance (Davis)
3. 星影のステラ - Stella By Starlight (Young, Washington)

- B面

1. ラヴ・フォー・セール - Love For Sale (Porter)
2. リトル・メロネー - Little Melonae (Mclean)

- CD盤追加収録
  - リトル・メロネー - Little Melonae（別テイク）
  - フラン・ダンス - Fran-Dance（別テイク）

## 演奏メンバー
- マイルス・デイヴィス - トランペット
- ジョン・コルトレーン - テナー・サックス
- キャノンボール・アダレイ - アルト・サックス
- ビル・エヴァンス - ピアノ
- レッド・ガーランド - ピアノ
- ポール・チェンバース - ベース
- ジミー・コブ - ドラムス
- フィリー・ジョー・ジョーンズ - ドラムス

## その他エピソード
本作のジャケットには池田満寿夫の版画作品《サムシング1》（1966）が原画として使用されていて、この時期にレコーディングされ発売された作品群とは異なる仕上がりとなっている。